# Rosalinde Mynster
Rosalinde Mynster, född 28 september 1990 i Frederiksberg, är en dansk skådespelare. Mynster filmdebuterade som 16-åring i Niels Arden Oplevs dramafilm Från olika världar år 2008. 
I Sverige är Rosalinde Mynster främst känd för huvudrollen Fie i  TV-serien Badhotellet. Hon är dotter till skådespelarna Søren Spanning och Karen-Lise Mynster.

## Filmografi urval
- 2008 – Från olika världar
- 2012 – A Royal Affair
- 2013–2018 – Badhotellet (TV-serie)
- 2025 – Hunger